# 王守恩
王守恩（？—955年），字保信，太原府（今山西省太原市西南），一说辽州榆社县（今山西省榆社县）人，中国五代十国后汉时同中书门下平章事，后晋潞州节度使王建立之子。
王建立在后晋时任潞州昭义军节度使，封韩王。王守恩因门荫幼袭官爵，后晋末年在潞州任巡检使，不久举城归附刘知远。后汉立国，乾祐元年（948年）授邠宁节度使（治所在邠州，今陕西省彬县）、同中书门下平章事。后汉隐帝时，官至永兴军节度使（治所在长安，今陕西省西安市）及西京留守。在位期间，用人唯亲，奸佞之徒在其身边，败坏政治。他为人贪鄙，专事聚敛，丧车不给钱不许出城，虽是病残行乞的人也不免其税。后周建立，担任左卫上将军，郭威让他回到开封府。周世宗即位，王守恩转任右金吾卫上将军，封许国公。显德二年（955年）十二月，在洛阳病故。

## 延伸阅读
[在维基数据编辑]
 《舊五代史/卷125》，出自薛居正《舊五代史》